# 한국음식문화원
한국음식문화원은 한국음식의 연구와 보급, 한국음식의 세계화, 한국음식을 통한 봉사활동, 한국음식의 전문가 발굴 및 국내외 요리사들의 친목과 화합을 도모하기 위하여  2011년 4월 19일 설립허가된 사단법인이다.. 사무실은 서울특별시 종로구 견지동 87-1 가야빌딩 1층에 있다.